# Erioptris
Erioptris é um gênero de mariposa pertencente à família Acrolepiidae.